# 四川白甲鱼
四川白甲鱼（学名：Varicorhinus angustistomatus）为輻鰭魚綱鯉形目鲤科白甲鱼属的鱼类，俗名腊棕。在中国，分布于长江上游等，多生活于多沙石的流水河段，體長可達18.9公分，生活習性不明。该物种的模式产地在宜宾。